# Kabinett McConnell I
Das Kabinett McConnell war die dritte Schottische Regierung vom 27. November 2001 bis zum 20. Mai 2003. Es wurde nach dem Rücktritt des 2. First Ministers Henry McLeish am 5. November 2001 gebildet. Wie die vorherigen Regierungen bildete die Scottish Labour Party eine Koalition mit den Scottish Liberal Democrats. Bei der Parlamentswahl in Schottland 2003 erhielten die beiden Koalitionsparteien erneut eine Mehrheit und bildeten unter Jack McConnell das Kabinett McConnell II.

## Regierung

### Kabinettsmitglieder
(Ministers, falls nicht anders erwähnt)
| Amt                                                     | Bild | Name              | Partei | Partei    | Amtszeit  |
| ------------------------------------------------------- | ---- | ----------------- | ------ | --------- | --------- |
| First Minister                                          |      | Jack McConnell    |        | Labour    | 2001–2003 |
| Deputy First Minister                                   |      | Jim Wallace       |        | LibDems   | 2001–2003 |
| Minister für Justiz                                     |      | Jim Wallace       |        | LibDems   | 2001–2003 |
| Ministerin für Bildung und Jugend                       |      | Cathy Jamieson    |        | Labour    | 2001–2003 |
| Minister für Finanzen und Öffentlichen Dienst           |      | Andy Kerr         |        | Labour    | 2001–2003 |
| Minister/in für Soziale Gerechtigkeit                   |      | Iain Gray         |        | Labour    | 2001–2002 |
| Minister/in für Soziale Gerechtigkeit                   |      | Margaret Curran   | Labour | 2002–2003 |           |
| Minister/in für Wirtschaft, Transport und Weiterbildung |      | Wendy Alexander   |        | Labour    | 2001–2002 |
| Minister/in für Wirtschaft, Transport und Weiterbildung |      | Iain Gray         | Labour | 2002–2003 |           |
| Minister für Kultur und Sport                           |      | Mike Watson       |        | Labour    | 2001–2003 |
| Minister für Finanzen und Öffentlichen Dienst           |      | Andy Kerr         |        | Labour    | 2001–2003 |
| Minister für Umwelt und den Ländlichen Raum             |      | Ross Finnie       |        | LibDems   | 2001–2003 |
| Minister für Gesundheit                                 |      | Malcolm Chrisholm |        | Labour    | 2001–2003 |
| Weitere Teilnehmer an Kabinettssitzungen                |      |                   |        |           |           |
| Ministerin für Angelegenheiten des Parlaments           |      | Patricia Ferguson |        | Labour    | 2001–2003 |
| Lord Advocate                                           |      | Colin Boyd        |        | Labour    | 2001–2003 |

### Staatssekretäre
| Staatssekretäre(Junior Minister) | Name            | Partei | Partei            | Amtszeit  |
| -------------------------------- | --------------- | ------ | ----------------- | --------- |
| Kultur und Sport                 | Elaine Murray   |        | Labour Party      | 2001–2003 |
| Bildung und junge Menschen       | Nicol Stephen   |        | Liberal Democrats | 2001–2003 |
| Unternehmen und Weiterbildung    | Lewis Macdonald |        | Labour Party      | 2001–2003 |
| Umwelt und Ländlicher Raum       | Allan Wilson    |        | Labour Party      | 2001–2003 |
| Finanzen und Kommunen            | Peter Peacock   |        | Labour Party      | 2001–2003 |
| Gesundheit und soziale Dienste   | Hugh Henry      |        | Labour Party      | 2001–2002 |
| Gesundheit und soziale Dienste   | Frank McAveety  |        | Labour Party      | 2002–2003 |
| Gesundheit und soziale Dienste   | Mary Mulligan   |        | Labour Party      | 2001–2003 |
| Justiz                           | Richard Simpson |        | Labour Party      | 2001–2002 |
| Justiz                           | Hugh Henry      |        | Labour Party      | 2002–2003 |
| Soziale Gerechtigkeit            | Margaret Curran |        | Labour Party      | 2001–2002 |
| Soziale Gerechtigkeit            | Hugh Henry      |        | Labour Party      | 2002      |
| Soziale Gerechtigkeit            | Mary Mulligan   |        | Labour Party      | 2002–2003 |
| Angelegenheiten des Parlaments   | Euan Robson     |        | Liberal Democrats | 2001–2003 |